# Piedrahita de Castro (kommunhuvudort)
Piedrahita de Castro är en kommunhuvudort i Spanien.   Den ligger i provinsen Provincia de Zamora och regionen Kastilien och Leon, i den centrala delen av landet, 220 km nordväst om huvudstaden Madrid. Piedrahita de Castro ligger 701 meter över havet och antalet invånare är 134.
Terrängen runt Piedrahita de Castro är platt, och sluttar österut. Runt Piedrahita de Castro är det glesbefolkat, med 13 invånare per kvadratkilometer. Närmaste större samhälle är Zamora, 19,4 km söder om Piedrahita de Castro. Trakten runt Piedrahita de Castro består till största delen av jordbruksmark.